# Rio Ulha
Ulha (em castelhano: Ulla) é um rio da Galiza que desemboca no oceano Atlântico, o segundo maior depois do Minho, com 132 quilômetros de comprimento. Tem bacia hidrográfica de 2 800 quilômetros quadrados.